# Пасынково (Тутаевский район)
В Ярославской области есть ещё три деревни с таким названием, в Гаврилов-Ямском, Даниловском и Мышкинском районах.
Пасынково — деревня Николо-Эдомского сельского округа Артемьевского сельского поселения Тутаевского района Ярославской области .
Пасынково стоит на правом, южном высоком и обрывистом (высота обрывов 12 м) берегу реки Эдома, ниже впадения в неё реки Малая Эдома. К западу, огибая высоту, на которой стоит деревня, река образует крутую излучину, возвращаясь около деревни к основному направлению. На противоположном берегу и несколько выше по течению, к северу находится деревня Митюшино. На том же берегу, на расстоянии около 1,5 км к югу стоит деревня Ионовское, через неё идёт дорога в верховья Эдомы. В северном направлении, вниз по течению река течёт в крутых берегах, а населённые пункты на протяжении 4-х км отсутствуют вплоть до федеральной трассы Р151 Ярославль—Рыбинск. К юго-западу от Пысынково, на другой стороне Эдомы стоит деревня Столбищи, наиболее крупная деревня в окрестностях с развитой инфраструктурой, центр крупного сельскозяйственного предприятия. К юго-востоку от Пасынково находится обширный лесной массив вплоть до долины реки Рыкуша .
СелоПасынково указано на плане Генерального межевания Борисоглебского уезда 1792 года. В 1825 Борисоглебский уезд был объединён с Романовским уездом. По сведениям 1859 года село относилось к Романово-Борисоглебскому уезду .
На 1 января 2007 года в деревне Пасынково числилось 4 постоянных жителя . По карте 1975 г. в деревне жило 14 человек. Почтовое отделение, находящееся в городе Тутаев, обслуживает в деревне Пасынково 5 домов .